# Seznam kubanskih politikov
Seznam kubanskih politikov.

## A
- José Abrantes Fernández
- Ignacio Agramonte
- Roberto Agramonte y Pichardo
- Severo Aguirre del Cristo
- Ricardo Alarcón (de Quesada) (1937–2022)
- Carlos Aldana
- Anselmo Alliegro y Milá (Anselmo Alliegro Milá)
- Juan Almeida Bosque
- Cecilia Altonaga
- Lázaro Alberto Álvarez Casas
- Teresa Amarelle Boué
- Nicolas Arroyo
- Manuel Artime
- Marta Ayala Avila

## B
- José Ramón Balaguer Cabrera
- José Agripino Barnet
- Fulgencio Batista y Zaldívar
- Gladys María Bejerano Portela
- Julián Betancourt
- Danny Boggs
- Flavio Bravo Pardo

## C
- Ricardo Cabrisas Ruíz
- Julio Camacho Aguilera
- Concepción Campa Huergo
- Miguel Ángel de la Campa y Caraveda
- Jorge Mas Canosa
- Raoul Cantero III.
- Julio Casas Regueiro
- Senén Casas Regueiro
- Adolfo (Jiménez) Castellanos
- Joaquín Castillo Duany
- Fidel Castro Ruz
- Raúl Castro Ruz
- Carlos Manuel de Céspedes y Quesada
- Inés María Chapman Waugh
- Camillo Cienfuegos Gorriarán
- Osmani Cienfuegos Gorriarán
- Leopoldo Cintra Frías
- Abelardo Colomé Ibarra

## D
- Misael Enamorado Dager
- Lincoln Diaz-Balart
- Mario Diaz-Balart
- Miguel Díaz-Canel (Mario Miguel Diaz-Canel Bermudez)
- Ernesto Dihigo y López Trigo
- Osvaldo Dorticós Torrado

## E
- Anibal Escalante
- Juan Escalona Reguera
- Vilma Espin Guillois (-Castro)
- Ramón Espinosa Martín
- Tomás Estrada Palma

## F
- Carlos Fernández Gondín
- Luis A. Ferré

## G
- Julio César Gandarilla Bermejo
- Óscar Gans y López Martínez
- Raúl Roa García
- Guillermo García Frías
- Mario García Menocal
- Jorge García Montes
- Yadira Garcia Vera
- Alejandro Gil Fernández
- José Miguel Gómez
- Miguel Mariano Gómez
- Fernando González
- Julian Gonzalez Toledo
- Justo González
- Ramón Grau San Martín
- Fabio Grobart (Abraham Grobart a.k.a. Abraham Simjovitch)
- Patricio de la Guardia
- Rafael Guas Inclán
- Gonzalo Güell
- Ernesto Che Guevara
- Ulises Guilarte de Nacimiento
- Carlos Gutierrez

## H
- Armando Hart Dávalos
- Celia Hart
- Gerardo Hernández
- Melba Hernández
- Alberto Herrera y Franchi
- Carlos Hevia y de los Reyes-Gavilan

## J
- Beatriz Johnson Urrutia

## L
- Paul Lafargue
- Carlos Lage Dávila
- Félix Lancís Sánchez
- Esteban Lazo Hernández
- Federico Laredo Brú
- Álvaro V. López Miera
- Narciso López
- Mercedes López Acea
- Raúl López del Castillo
- Antonio Enrique Lussón Batlle

## M
- Gerardo Machado y Morales
- Ana María Marí Machado
- José Ramón Machado Ventura
- Isidoro Malmierca Peoli
- Rodrigo Malmierca Díaz
- (Charles Magoon)
- Carlos Márquez Sterling
- Manuel Márquez Sterling
- Manuel Marrero Cruz
- José Martí
- Bob Martinez
- Mel Martinez
- Bartolomé de Jesús Masó Márquez
- Carlos Mendieta
- Robert Menendez=Roberto Veiga Menendez?
- Enrique Messonier
- Arnaldo Milián Castro
- Pedro Miret Prieto
- José Miró Cardona
- Marcelino Miyares Sotolongo
- Andrés Domingo y Morales del Castillo
- Roberto Morales Ojeda
- Marino Alberto Murillo Jorge

## N
- Miriam Nicado García
- Antonio Núñez Jiménez
- Emilio Núñez Portuondo

## O
- Arnaldo T. Ochoa Sánchez

## P
- Oswaldo Payá
- Lina Olinda Pedraza Rodríguez
- Alex Penelas
- Felipe Pérez Roque
- Carlos Modesto Piedra?
- Carlos Manuel Piedra
- Fidel G. Pierra
- Rogelio Polanco Fuentes
- Abel Prieto Jiménez
- Carlos Prío Socarrás
- Guillermo Alonso Pujol

## Q
- Carlos Ruiz Quesada Douglas

## R
- Fernando Remírez de Estenoz
- Jorge Risquet Valdés-Saldaña
- Andrés Rivero Agüero
- Otto Rivero
- Raúl Roa García
- Roberto Robaina González
- Blas Roca Calderio
- Bruno Rodríguez Parrilla
- Carlos Rafael Rodríguez Rodríguez
- Ileana Ros-Lehtinen
- Carlos de la Rosa
- Ulises Rosales del Toro
- Pedro Ross Leal

## S
- Pedro Saez Montejo
- Carlos Saladrigas Zayas
- Aureliano Sánchez Arango
- Celia Sánchez
- Elizardo Sánchez Santa-Cruz
- Fernando Sánchez López
- Abel Santamaría Cuadrado
- Haydée Santamaría
- Jorge Luis Sierra Cruz
- Albio Sires
- Humberto Sorí Marin
- Miguel A. Suárez Fernández

## T
- (William Howard Taft)
- (Arnaldo Tamayo Méndez)
- Carlos de la Torre

## U
- Beatriz Jonson Urrutia
- Manuel Urrutia Lleó

## V
- Ramiro Valdés Menéndez
- Salvador Valdés Mesa
- Sergio del Valle Jiménez
- Jorge Valls Arango
- Félix Varela
- Enrique José Varona
- Manuel Antonio de Varona = ?
- Manuel A. Varona Loredo
- Clemente Vázquez Bello
- Roberto Veiga Menendez

## W
- Leonard Wood

## Y
- Adel Yzquierdo

## Z
- Alfredo Zayas y Alfonso
- Ramón Zaydín